# قشلاق تک قویی قره‌پیران
قشلاق تک قویی قره‌پیران یک منطقهٔ مسکونی در ایران است که در استان اردبیل واقع شده‌است. براساس سرشماری مرکز آمار ایران در سال ۱۳۹۵، قشلاق تک قویی قره‌پیران ۸۷ نفر جمعیت دارد.